# Leesys
Die Leipzig Electronic Systems GmbH (Leesys) war eine Beteiligung der Quantum Capital Partners GmbH. Als deutscher Anbieter für Electronics Manufacturing Services (EMS) war sie auf die Fertigung und Entwicklung von elektronischen Baugruppen für Automobilindustrie, Telekommunikations- und Medizintechnik spezialisiert.

## Geschichte
Die Unternehmensgeschichte der Leesys GmbH ist eng mit der des Leipziger RFT-Fernmeldewerkes während der Wiedervereinigung Deutschlands verbunden. Aufgearbeitet von ehemaligen RFT-Mitarbeitern.

### Dr. Dietz & Ritter – Fabrik für Radio-Erzeugnisse und Transformatoren
Mit Beteiligung von Körting & Mathiesen gründeten 1925 zwei vormalige Mitarbeiter der Firma, der Kaufmann Oswald Ritter und der Techniker Wilhelm Dietz, in Leipzig-Stötteritz die Dr. Dietz & Ritter GmbH, Fabrik für Radio-Erzeugnisse und Transformatoren und legten so den Grundstein für den Elektronikstandort Leipzig. Firmensitz waren die ehemaligen Betriebsräume der Graphischen Kunstanstalt Dr. Trenkler & Co. in der Eichstädtstraße 11. Der Betrieb produzierte zunächst Transformatoren, Kraftverstärker und dynamische Lautsprecher unter Lizenz des amerikanischen Unternehmens Magnavox.
1948 erfolgte die Enteignung des Werkes in Leipzig, das im Herstellerverband Rundfunk- und Fernmelde-Technik (RFT) der DDR aufging.

### VEB Nachrichtenelektronik
Eine große Anzahl ursprünglich selbstständiger kleinerer und größerer Geräte- und Apparatehersteller für Radio- und Telekommunikationstechnik wurden im Laufe der Geschichte der DDR verstaatlicht und im RFT zusammengefasst. Aus einigen dieser Unternehmen wurde die VVB RFT Radio und Fernmeldetechnik Leipzig gebildet, aus der später das VEB RFT Kombinat Nachrichtenelektronik hervorging, sodass der Elektronikstandort Leipzig bestehen blieb.

### Übernahme durch die Siemens AG und Gründung der Leesys
Die Siemens AG übernahm 1990 ehemals volkseigene Betriebe, darunter den Elektronikstandort Leipzig und mit ihm den VEB Nachrichtenelektronik.
Am 1. Juli 1990 erfolgte daraus die Gründung der „Nachrichtenelektronik Leipzig GmbH i.A.“, der „Elektroakustik Leipzig GmbH“ und der „industry engineering GmbH“. Mit der Fertigung der Telefonanlage Hicom 100 und der EWSD-Flachbaugruppenfertigung für Siemens wurde bereits im März 1990 begonnen. Am 1. November 1990 erfolgte die Gründung der Siemens Kommunikationstechnik GmbH Leipzig, als Gemeinschaftsunternehmen der Siemens-Bereiche Öffentliche Kommunikationsnetze und Private Kommunikationssysteme.
Bis zum Umzug im Jahr 1999 an den heutigen Standort in der Hertzstraße wurden am Standort in der Melcherstraße neben Nebenstellenanlagen auch Stromversorgungen gefertigt. Seit dem Fertigungsbeginn der Business Phones im Jahr 1997 haben bis jetzt  mehr als 28 Millionen Telefone das Werk verlassen. Im Jahr 2003 liefen die ersten Wireless Modules vom Band. Bis heute  konnten knapp 84 Millionen Module geliefert werden.
Das inzwischen Siemens Enterprise Communications Manufacturing genannte Unternehmen wurde 2005 an ein Siemens-Joint-Venture ausgegliedert. Der Fertigungsstandort erweiterte 2010 sein Angebot auch für Kunden außerhalb des direkten Siemens-Umfeldes. Die Produktpalette umfasst Electronic Manufacturing Services, Kunststofffertigung und Komplettgeräte.

### Umfirmierung zur Leesys
2012 erfolgte die Umfirmierung zur Leesys – Leipzig Electronic Systems GmbH. Mit dem Namen „Leipzig Electronic Systems“ sollte der Standort mit seiner Geschichte besonders betont werden.

### Übernahme durch Quantum
2014 übernahm die Quantum Capital Partners AG (QCP), eine internationale Beteiligungsgesellschaft mit Hauptsitz in München, das Leipziger Unternehmen. Die Leesys akquirierte in der Folge mit der Telealarm S. A., La-Chaux-de-Fonds, Schweiz, aus der BOSCH-Gruppe einen Hersteller von Hausnotruf- und Care-Phone-Systemen und stieg damit in den Vertrieb von Endgeräten ein.

### Insolvenz 2020
Die Leesys geriet im März 2020 in eine wirtschaftliche Schieflage und berief den Münchener Rechtsanwalt und Sanierungsspezialisten Frank Jaeger neben dem bisherigen Geschäftsführer Dr. Arnd Karden als weiteren Geschäftsführer und CRO. Zur Umsetzung eines weit reichenden Restrukturierungskonzepts meldete Leesys am 23. Juli 2020 die Insolvenz in Eigenverwaltung wegen drohender Zahlungsunfähigkeit an. Das Verfahren wurde am 1. Oktober 2020 vom Amtsgericht Leipzig eröffnet und Eigenverwaltung durch die bisherige Geschäftsleitung angeordnet. Zum Sachwalter wurde Rechtsanwalt Rüdiger Wienberg bestellt. Es konnte im Rahmen der Fortführung und Sanierung des Geschäftsbetriebs in der Insolvenz mit der Münchener KATEK SE ein Investor gefunden werden, der im Wege der übertragenden Sanierung den Geschäftsbetrieb durch einen Asset-Deal als KATEK Leipzig GmbH weiterführt. Der Betriebsübergang erfolgte zum 1. Februar 2021 unter Erhaltung aller Unternehmensstandorte und Tochtergesellschaften in Deutschland, Litauen und der Schweiz. Die Abwicklung der rechtlichen Hülle der Leesys im Insolvenzverfahren in Eigenverwaltung dauert gegenwärtig noch an.

## Belege
1. ↑  Klaus-Dieter Schmidt: Das Fernmeldewerk Leipzig. Ein Stück Leipziger Industriegeschichte von 1885 bis 1993. Engelsdorfer Verlag, Leipzig 2013, ISBN 978-3-95488-191-8 (engelsdorfer-verlag.de).
2. ↑  Franz Graser: Elektronikfertigung: Ex-Siemens-Tochter mausert sich als Leesys zu vollwertigem EMS-Anbieter. In: Elektronik Praxis. 7. Juli 2012, abgerufen am 21. November 2019.
3. ↑  leasys goes KATEK. Mitteilung auf der Startseite von katek-leipzig.com, zuletzt eingesehen am 31. Oktober 2021.